# TSV Berkersheim
Der TSV Berkersheim 1910 e. V. ist ein deutscher Sportverein aus dem Stadtteil Berkersheim der hessischen Stadt Frankfurt am Main.

## Abteilungen

### Floorball
Die Floorball-Abteilung firmiert unter dem Namen Frankfurt Falcons und besteht seit der Saison 2008/09. Die damaligen Spieler gingen aus einer schon vorher bestehenden Schul-AG hervor. Eine Herren-Mannschaft erreicht im Jahr 2009 erstmals die Endrunde um die deutsche Kleinfeldmeisterschaft und landete dort am Ende auf dem dritten Platz. Im darauffolgenden Jahr gelang hier der erste Platz und damit die deutsche Meisterschaft. Dieser Erfolg konnte ein weiteres Jahr später dann noch einmal wiederholt werden.
Im Großfeld nahm eine Herren-Mannschaft erstmals in der Saison 2010/11 am Pokal teil, schied dort aber bereits in der ersten Runde aus. Den größten Erfolg in diesem Wettbewerb hatte die Mannschaft in der Saison 2012/13 als sie bis ins Achtelfinale vorstoßen konnte.
Nach dem Gewinn des Titels Regionalmeister in der Saison 2012/2013 in der Regionalliga West steigen die Frankfurt Falcons zur Saison 2013/2014 in die 2. Floorballbundesliga auf. Obwohl das Team die Saison ohne Sieg beendet, wurde der Klassenerhalt durch Rückzug der SG Mittenkirchen/Stade erreicht. Nachdem die Saison 2014/2015 sportlich noch schlechter verlaufen war und am Ende der Saison erneut der sportliche Abstieg festgestanden hatte, konnte Frankfurt die Klasse am "Grünen Tisch" halten, indem dem Verband ein Formfehler in der Spielordnung nachgewiesen werden konnte. Für die Saison 2015/16 konnten die Frankfurt Falcons die Teilnahme an der Regionalligameisterschaft juristisch erstreiten und diese am Ende nach drei Spielen mit 1:2 gegen den Gettorfer TV gewinnen und damit zur nächsten Saison in die 2. Bundesliga Nord-West aufsteigen. Da ein Großteil der Mannschaft die juristischen Schritte nicht mitgetragen hat und im Sommer weitgehend auseinanderging, mussten die Frankfurt Falcons noch vor Saisonstart das Startrecht der 2. Floorballbundesliga zurückgeben. Seitdem spielt die Mannschaft wieder in der drittklassigen Regionalliga.
Nach der nicht ausgerichteten Regionalligasaison 2020/2021 hat Frankfurt (neben der TSG Erlensee, Floorball Mainz und Floorball Butzbach) erneut Antrag auf Aufstieg in die 2. Floorballbundesliga Süd/West beantragt. Nachdem die von der Spielbetriebskommission des hessischen Floorballverbandes festgelegte Aufstiegsregelung in einem ersten Einspruchsverfahren der Falcons gekippt wurde, hat Frankfurt auch gegen das selbst vorgeschlagene Aufstiegsmodell Einspruch eingelegt. Das Verfahren wurde am 8. Juni 2021 eröffnet und läuft.
2022 gewannen die Falcons die westdeutsche Meisterschaft im Großfeld.